# Chasing After You
Chasing After You è un singolo dei cantanti statunitensi Ryan Hurd e Maren Morris, pubblicato il 12 febbraio 2021 su etichetta RCA Nashville.

## Pubblicazione
Riguardo al brano, Hurd ha dichiarato «È la prima volta che facciamo insieme un vero duetto. Sento che il tempismo sia perfetto e fare musica insieme è come un cerchio completo».

## Promozione
Hurd e Morris si sono esibiti per la prima volta dal vivo con la canzone il 18 aprile 2021 agli ACM Awards.

## Video musicale
Il video musicale del brano è stato reso disponibile in concomitanza con la sua uscita.

## Tracce
1. Chasing After You – 2:58

## Classifiche

### Classifiche settimanali
| Classifica (2021) | Posizione massima |
| ----------------- | ----------------- |
| Canada            | 84                |
| Stati Uniti       | 27                |

### Classifiche di fine anno
| Classifica (2021) | Posizione |
| ----------------- | --------- |
| Stati Uniti       | 61        |